# たこあき
たこあきは、日本の女性アイドルユニット。

## 概要
メンバーは少女☆タコサム、夏目亜季の2人で構成されており、それぞれは個別でも活動していた。
お祭り系パフォーマンスユニットを目指しており、よく挨拶でわっしょいわっしょいという。
たこあきポーズはほっぺたに親指と人差し指でオッケーサインのようなポーズ。
ライブでは、オリジナル曲の「JUMPIN'」「ソーシャル片想い」及び「祭の神(たこあきver)」を中心にパフォーマンスを行うほか、多くの客層に楽しんでもらいたいというコンセプトを元に、湘南乃風、girl next door及び子供向けアニメソングなどのJ-POPを中心とした曲もカバーしている。

## メンバー
- 夏目亜季（なつめ あき）
メインヴォーカル。イメージカラーはピンク。
本名：夏目亜季
1990年10月26日生まれ。京都府舞鶴市出身。血液型・A型。身長・148cm。
城北中学校、西舞鶴高校卒業。
以前の活動名はAKI。
ソロ活動時の代表曲は「Summer magic love♡」。
好きな音楽ジャンルはジャパニーズレゲエ。
影響うけたアーティストはW-inds.
初めて買ったCDはWEST SIDEの「WS」。
尊敬している人物は野原しんのすけ。
名前の表記はなんとなくひらがなの方がかわいいという理由で「あき」としていたが、複数の姓名判断において芸名の「夏目あき」より本名の「夏目亜季」の方が運勢が良いという結果が出ていた為、2013年3月に本名と同じ漢字表記に改名している。[1]

- 少女☆タコサム（しょうじょ たこさむ）
パフォーマンス＆ラップ担当。イメージカラーは水色。
永遠の14歳。東京都練馬区出身。血液型・A型。身長・164cm。
ソロ活動時の代表曲は「タコCHUCHUCHU」。
好きな音楽ジャンルはテクノミュージック。
影響うけたアーティストはマイケル・ジャクソン。
初めて買ったCDは嘉門達夫「替え唄メドレー2」。
尊敬している人物は映画「バック・トゥ・ザ・フューチャー」のエメットブラウン博士。
TAKENOKO▲、イニーミニーマニーモー、多国籍軍、滝口成美、西島孝美、大和撫子、ギガ！PRINCESSなどライブアイドルの振り付けも手掛けている。

## 来歴
毎月第一第三月曜深夜に開催されるアニソン系クラブイベント「にじ☆オタ！」で共演したのが初対面。
このイベントには個々にレギュラー出演しており、初対面の時からお互いに才能を感じていた。
亜季が好きなアニメ「デジモン」の主題歌をタコサムがイベントで歌ったことから亜季がタコサムにコラボレーションを提案し交流が始まる。
2012年8月、ワロップ放送局内番組「それいけ！いくみんマン」の代打MCを務めることになったタコサムが亜季に出演を依頼。
この際、各アイドルにはセクシーな衣装での出演が依頼されていたが、他のアイドルは皆通常のステージ衣装で出演。
唯一水着を着て出演した亜季のプロ意識にタコサムが感銘を受け、ユニット「たこあき（仮）」を結成することになった。
その後、ワロップ放送局内番組「一件落着!　生活かけこみ寺」の有料枠「かけこみ音楽館」で冠番組を持つことになったのをキッカケに、2012年10月に正式にユニット結成した。
たこあき結成に先立ち、タコサムはそれまで所属していたお笑いコンビ「ハンサムガールズ」やニコニコ動画ダンスユニット「10 GOOD SHOW TIME」等全て脱退している。
2013年2月、ファーストシングル「JUMPIN'」を発表(発売は2013年4月)。
2013年3月から成田童夢がプロデュースする秋葉原系ダンスユニット「おたP4(オタピヨ/旧おたまこん)」にヲタ芸ダンサーとして参加。
2013年4月、セカンドシングル「ソーシャル片想い」を発表(未発売)。
2013年5月、亜季が声帯結節を患い一旦休養に入るが手術の為の検査で持病の自己免疫性溶血性貧血が悪化していることが判明。
2013年7月、亜季の入院に伴い活動を休止。
2013年9月、亜季の自己免疫性溶血性貧血の症状が落ち着いてきた為、活動を再開。
2013年10月、亜季の声帯結節の手術が無事成功。
2013年10月18日、Ustream番組「原宿だYO↑↑全員集GO！！」最終回にて無期限活動休止を発表。

## 作品

### シングル
| タイトル                                    | 発売日        | 規格品番 | 備考                                                                               |
| ------------------------------------------- | ------------- | -------- | ---------------------------------------------------------------------------------- |
| JUMPIN' 1. JUMPIN' 2. JUMPIN'(Instrumental) | 2013年4月11日 | なし     | 2013年2月11日秋葉原ロケットゲートでのライブにて発表。 インデーズデビューシングル。 |
| ソーシャル片想い                            | 未発売        | なし     | 2013年4月14日横濱大革命にて発表。 2013年9月27日Cutie Rock dayにてCD-R無料配布。    |

## 出演

### テレビ
- おしあげNow（TOKYO MX）
- みんなのバラエティ「みんバラ」（TOKYO MX）※夏目あきのみ
- GTO 完結編〜さらば鬼塚！卒業スペシャル〜（フジテレビ）

### スマートフォン
- タコのドル箱（ワロップ放送局）
- 一件落着！生活かけこみ寺（ワロップ放送局）
- Let's☆たこやきパーティー（2013年1月-2013年3月、ワロップ放送局）

### インターネット
- TAKOAKIの原宿だYo↑↑全員集GO！！（USTREAM）

### ライブ
- FICE主催「しばりん☆ぼっくす〜2人組しばりの日〜」(2012/9/29 池袋ビッグバンボックス)※仮ユニットで出演
- 「ウヂツボライヴVOL．2」(2012/10/5 池袋ビッグバンボックス)
- 「ガールズ★ボックスVol.29」(2012/10/7 日暮里プロモボックス)
- 「大人のBBB〜イケブロ★物の怪ナイト〜」(2012/10/8 池袋ビッグバンボックス)
- ドロンズ石本の芸人プロデュース「アイドル祭り!!」(2012/10/13 PASELA RESORTS GRANDE 渋谷)
- 唐澤有弥 presents「YKNIGHT Vol.8」(2012/10/13 渋谷Glad)
- 「にじ☆オタ！」(2012/10/15 渋谷eggman)
- 「Moving AcT!! in PENTAGON」(2012/10/16 秋葉原PENTAGON)
- 「ボクが魔法を使えたならVol-5」(2012/10/20 高円寺ショーボート)
- CHERRY-MIN主催「朝日奈蘭Birthdayライブ」(2012/10/20 秋葉原PENTAGON)
- 「EMYU2周年記念主催LIVE」(2012/11/3 秋葉原PENTAGON)
- 「ガールズ★ボックスVol.30 30回記念の昼・夜拡大SP」(2012/11/4 日暮里プロモボックス)
- 「第19回おとめ☆浪漫teamA公演」(2012/11/5 阿佐ヶ谷アートスペースプロット)※夏目あきのみ
- 「Moving AcT!! in PENTAGON」(2012/11/7 秋葉原PENTAGON)
- 「スマイル☆スパーク」(2012/11/9 なかのゼロ視聴覚ホール)
- 「1106 〜ひよちん製造番号取得記念日おめでとうライブ 2012 〜」(2012/11/10 神楽坂EXPLOSION)
- 「アキバ的自己満足ライブvol.38」(2012/11/11 六本木SHANK)
- 「アキバ☆スパーク」(2012/11/14 秋葉原フォルティスディアナ)
- AnBぷれみあむぅ presents「第29回イカすアキバ天国」(2012/11/17 神楽坂EXPLOSION)
- 「CANDY MAKER COLLECTION Vol.10」(2012/11/19 神楽坂EXPLOSION)
- 「にじ☆オタ！」(2012/11/19 渋谷eggman)
- 氏神一番プロデュース「ウジツボvol参」(2012/11/24 赤坂 club KIZUNA)
- TOMORO presents「横濱大革命 vol.1〜THE KING OF PARTY〜」(2013/4/14 BAY SIDE YOKOHAMA)
- たこあき主催「Let's☆たこあきパーティ〜！〜ライブで騒いでわっしょーい〜」(2013/4/21 東高円寺 ロサンゼルス)
- 「Heat Carnival Concerto」(2013/7/6 池袋 CYBER)
- 「地下厨学園文化祭2013〜Idol Under ground festival 2013〜」(2013/9/1 西新宿 芸能花伝舎体育館)
- Daylink主催「Cutie Rock day -Girls music Vol.1-」(2013/9/27 池袋 LUIDO K3)